# مارينا إف إم
مارينا إف إم أو راديو مارينا أو إذاعة مارينا هي أول محطة إذاعية خاصة بالكويت على موجة 90.4 FM، تميزت بنهجها وطريقتها الجديدة بتقديم البرامج الإذاعية بأسلوب جديد بعيد عن الاسلوب المتعارف عليه في البرامج الإذاعية العربية، مقرها في مجمع مارينا مول التجاري.

## معنى الاسم
اسم مارينا مستوحى بشكل رئيسي من المارينا مول بسبب موقع الإذاعة الكائن في قلب المجمع، فـ المارينا مول يعد أحد المراكز التجارية والترفيهية في دولة الكويت. وعلى الرغم من أن كلمة مارينا ليست كلمة عربية الأصل إلا أنها أصبحت من الكلمات الدارجة وذات استخدام يومي على الصعيد المحلي.

## شكل الاستديو
الاستديو يعتبر الأول من نوعه في الشرق الأوسط، فهو استديو زجاجي متواجد في الطابق الثاني من المجمع، ويطل على الدور الأول وتستطيع من خلاله رؤية المجمع والزوار مما يخلق جو اجتماعي بعيد عن الاستديوهات المغلقة. وتم تصميمه بشكل عصري ومجهز بأحدث تقنيات الإذاعة بالإضافة إلى كاميرات موزعة حول الاستديو لنقل كل ما يحدث صوت وصورة عبر تلفزيون مارينا والابلكيشن الخاص بالإذاعة.

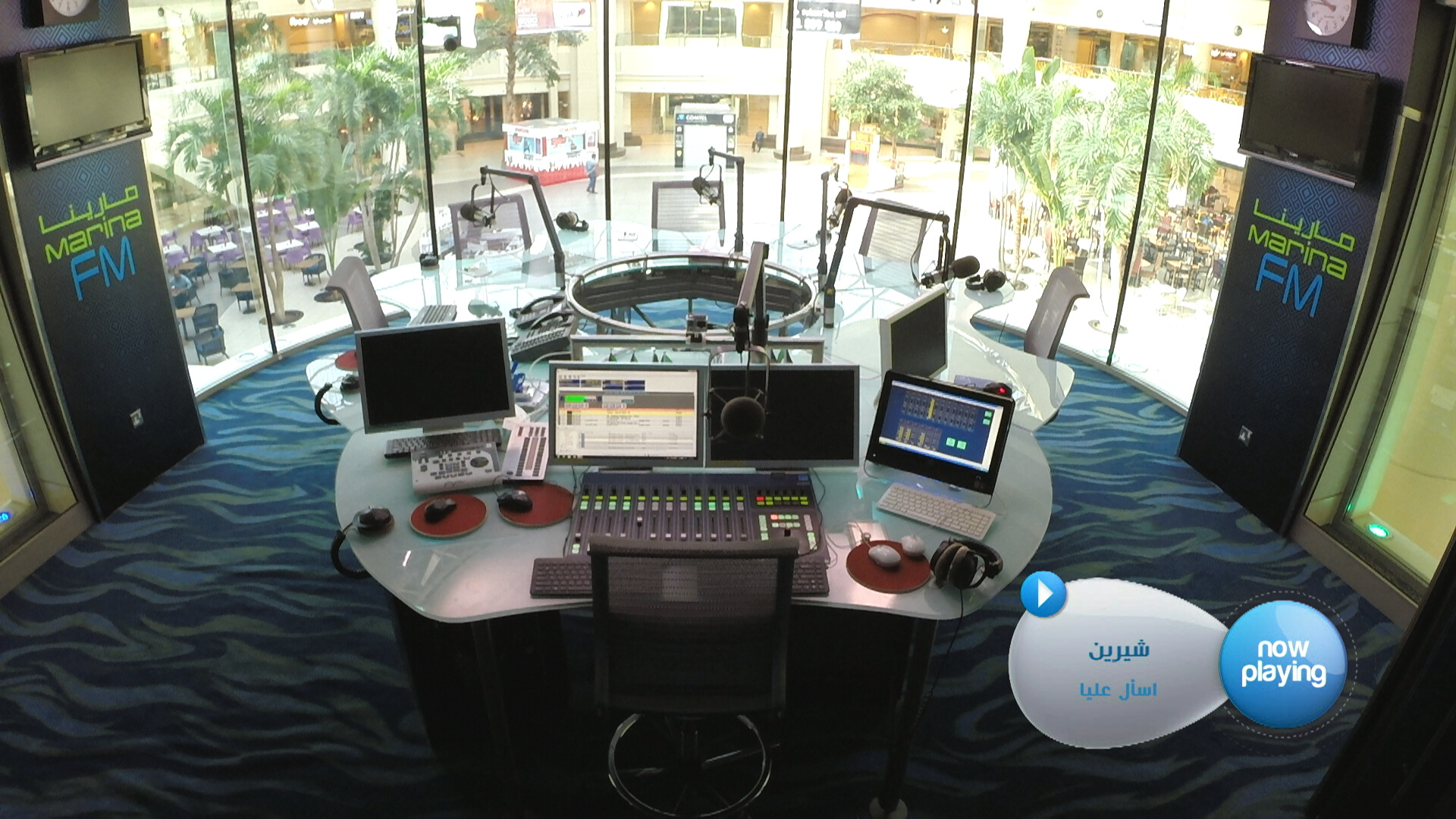
استديو مارينا إف إم

## بداية البث
بدأ البث الفعلي لمارينا إف إم في ابريل 2005 على تردد 88.8 FM وتعتبر أول محطة خاصة بالكويت وهي مملوكة لشركة يونايتد نتوركس، وبتاريخ 17 نوفمبر 2016 تغيرت الموجة لتصبح 90.4.

## نهج الإذاعة
تميزت مارينا إف إم بروح جديدة من حيث نوع البرامج وطريقة تقديمها حيث ابتعدت عن النمط التقليدي للإذاعة واقتربت أكثر من الناس من خلال استخدام اللهجة المحلية والابتعاد عن التصنع وسهولة التواصل مع الناس بسبب وجودها بمارينا مول وقرب المستمعين منها حيث يمكنهم الدخول للاستديو ومشاهدة المذيعين وحرصت مارينا إف إم على تقديم كل ما هو جديد من أسماء اعلامية ومواضيع واغاني.

## بعض برامج مارينا إف إم
- نغم الصباح (برنامج صباحي يبث من الأحد إلى الخميس الساعة 6:30 صباحاً)
- الديوانية (برنامج الظهيرة يبث من الأحد إلى الخميس الساعة 12 ظهراً)[3]
- ريفرش تقديم علي نجم (برنامج مسائي يبث من الأحد إلى الخميس الساعة 6 مساءً)
- صوت المارينا (برنامج خاص بالاغاني الشعبية الخليجية)
- توب 20 (سباق الاغاني يبث كل يوم جمعة الساعة 8 مساءً)
- "'كشخة"' (برنامج يقدم اغاني كويتية وخليجية)
- '"Marina kooora'"(برنامج رياضي مباشر على الساعة الثانية عشرة بعد منتصف الليل)

## مراجع

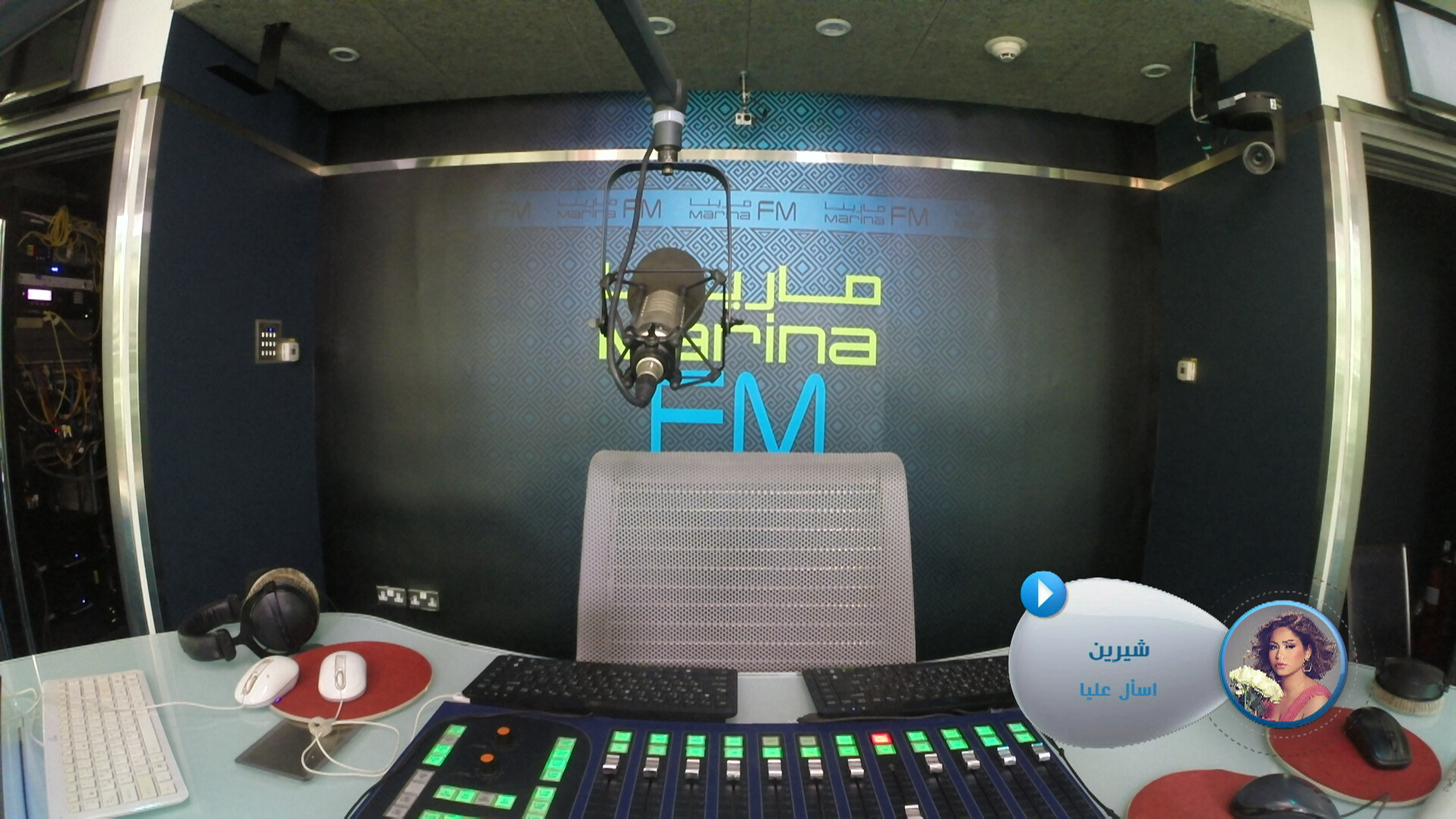
استديو مارينا إف إم